# Hans-Jürgen Nilson
Hans-Jürgen Nilson (geb. vor 1974) ist ein ehemaliger deutscher Basketballschiedsrichter. Er leitete unter anderem zahlreiche Spiele in der Basketball-Bundesliga sowie in der 1. Damen-Basketball-Bundesliga und ist Träger der Goldenen Ehrennadel des Deutschen Basketball Bundes.

## Laufbahn
Nilson gehörte als Spieler zur ersten Herrenmannschaft in der Vereinsgeschichte des MTV Bad Bevensen, die 1974 ihren Spielbetrieb aufnahm. Im Dezember 1974 gehörte er zu den Mitgründer des Bezirksfachverbandes Basketball Lüneburg, ab 1979 war er 2. Vorsitzender, Schiedsrichterwart und Mitglied im Rechts- und im Schiedsrichterausschuss des neu entstandenen Basketball-Bezirksfachverbandes Lüneburg. Ab 1982 hatte Nilson den Vorsitz der Basketballabteilung des MTV Bad Bevensen inne.
1986 bestand Nilson die Prüfung zur A-Schiedsrichterlizenz und leitete ab 1986/87 auch Spiele der Damen-Bundesliga sowie der 2. Herren-Bundesliga, hinzu kamen auch Einsätze bei Länderspielen von Jugendnationalmannschaften. Im Spieljahr 1992/93 wurde er vom Basketball-Bezirksfachverband für seine Verdienste im Schiedsrichterwesen mit der Silbernen Ehrennadel ausgezeichnet. 1999 stieg er in den Schiedsrichter-Kader für die Basketball-Bundesliga auf und leitete fortan auch Begegnungen in der höchsten deutschen Spielklasse. Für die Leitung von mehr als 290 Bundesliga-Spielen sowie insgesamt mehr als 1000 Basketball-Partien erhielt Nilson in der Saison 2000/01 vom Deutschen Basketball Bund die Silberne Ehrennadel verliehen.
Im Anschluss an seine Laufbahn als Bundesliga-Schiedsrichter wurde Nilson vom Deutschen Basketball Bund als Kommissar eingesetzt, darüber hinaus betreute er für den Basketball Regionalliga Nord e.V. Unparteiische als Coach und war in Niedersachsen in der Schiedsrichterausbildung tätig. 2008 wurde Nilson mit der Goldenen Ehrennadel des Deutschen Basketball Bundes ausgezeichnet.